# Heski-Holki-Polka
Die Heski-Holki-Polka ist eine Polka von Johann Strauss (Sohn) (op. 80). Das Werk wurde am 22. Juli 1850 im Tanzlokal Zum Sperl erstmals aufgeführt.

## Einzelnachweis
1. ↑  Quelle: Englische Version des Booklets (Seite 67) in der 52 CDs umfassenden Gesamtausgabe der Orchesterwerke von Johann Strauß (Sohn), Hrsg. Naxos (Label). Das Werk ist als zweiter Titel auf der 24. CD zu hören.